# Comuna Frederiksberg
Frederiksberg (Frederiksberg Kommune) este o comună din regiunea Hovedstaden, Danemarca, cu o suprafață totală de 8,7 km² și o populație de 100.639 de locuitori (2012).